# Sulmona
Sulmona, of zoals het in de oudheid heette Sulmo, is een stadje gesitueerd in het midden van Italië, op 120 kilometer van de hoofdstad Rome. Een deel van het grondgebied van de gemeente ligt binnen de grenzen van nationaal park Majella.
Sulmona ligt op het punt waar de rivieren Vella en Gizio samenvloeien. Het was een van de belangrijkste steden van de Samnieten die de streek zo'n 2500 jaar geleden bevolkten. Deze gemeenschap is tevens de geboorteplaats van de beroemde klassieke auteur Publius Ovidius Naso (43 v.Chr. - 17 na Chr.).
In de 13de eeuw liet Koning Manfred van Sicilië een aquaduct bouwen dat met 21 bogen het Piazza Garibaldi oversteekt. Een groot deel van de stad is na 1706 herbouwd. In dat jaar bracht een zware aardbeving grote verwoestingen toe aan de stad.

## Bezienswaardigheden
- De kerk SS. Annunziata (1706)
- Het aquaduct (1256)
- De kathedraal Cattedrale di San Panfilo  (1391)
- Stadspoort Porta Napoli (14e eeuw)

## Afbeeldingen
|  |  |  |
|  |  |  |

## Geboren
- Ovidius (43 v.Chr. - 17 na Chr.), Romeins dichter
- Paus Innocentius VII (1336-1406), geboren als Cosma dei Migliorati